# Antwerp Football Alliance
À ne pas confondre avec un autre club de même nom, fondé à la fin du XIXe siècle, et disparu en 1900.
À ne pas confondre avec le Royal Antwerp Football Club, club actuel de division 1 belge.
Dernière mise à jour : 30 mai 2011.
L'Antwerp Football Alliance est un ancien club de football belge, localisé à Anvers. Fondé en 1905, il disparaît déjà en 1912, ayant toutefois joué une saison en Promotion, alors second niveau national. Vu que le club n'existe déjà plus lors de la création des numéros de matricule en décembre 1926, il n'en reçoit jamais.

## Histoire
L'Antwerp Football Alliance doit son nom à un ancien club éponyme, disparu en 1900. Ce précédent club était dirigé par Alfred Verdyck, et cessa ses activités lorsque celui-ci rejoignit les rangs de l'Antwerp. D'autres passionnés reprennent le nom pour baptiser un nouveau club de football le 27 janvier 1905, qui s'affilie à l'UBSSA dans le courant de l'année. Le club est autorisé à commencer la première saison directement en Division 2, qui constitue à l'époque un championnat pour les équipes réserves des clubs engagés en Division d'Honneur, et les nouveaux clubs désireux d'y participer. La Division 2 est organisée par groupes régionaux, dont les deux premiers participent à un tour final appelé Division 1, permettant éventuellement de rejoindre le championnat national la saison suivante.
En 1906 et 1907, le club termine à chaque fois troisième du Groupe Anvers, respectivement sur 6 et 4 équipes engagées. En 1908, il remporte sa série de Division 2 et participe pour la première fois à la Division 1, où il termine dernier sur 8 équipes. La saison suivante est par contre très mauvaise pour le club, qui termine dernier de la série anversoise de Division 2. Quand la Fédération belge crée un nouveau niveau national en 1909 sous la Division d'Honneur, baptisé Promotion, seuls les clubs ayant participé à la Division 1 sont admis comme "fondateurs". Ce n'est pas le cas de l'Antwerp Football Alliance, qui est donc reversé dans les séries provinciales. Il termine premier de sa série, et remporte dans la foulée le tour final national, lui permettant de rejoindre la Promotion.
Le club joue la saison 1910-1911 en Promotion, mais termine dernier, ce qui le condamne à retourner en provinciales pour la saison suivante. Le club termine septième en provinciales anversoises en 1912. Il décide alors de cesser ses activités, et démissionne de la Fédération.

## Résultats dans les divisions nationales
Statistiques clôturées, club disparu

### Bilan
| Niv | Divisions     | Jouées | Titres | TM Up | TM Down |
| --- | ------------- | ------ | ------ | ----- | ------- |
| I   | 1re nationale | 0      | 0      |       |         |
| II  | 2e nationale  | 1      | 0      |       |         |
| III | 3e nationale  | 0      | 0      |       |         |
| IV  | 4e nationale  | 0      | 0      |       |         |
| V   | 5e nationale  | 0      | 0      |       |         |
|     |               |        |        |       |         |
|     | TOTAUX        | 1      | 0      | 0     | 0       |

- TM Up : test-match pour départager des égalités, ou toutes formes de Barrages ou de Tour final pour une montée éventuelle.
- TM Down : test-match pour départager des égalités, ou toutes formes de Barrages ou de Tour final pour le maintien.

### Classements saison par saison
| Ordre                             | Saison  | Nom du club                                       | Niveau                                            | Classement final                                  | Remarques                                         |
| --------------------------------- | ------- | ------------------------------------------------- | ------------------------------------------------- | ------------------------------------------------- | ------------------------------------------------- |
| 1                                 | 1910-11 | Antwerp FA                                        | Promotion (D2)                                    | 12e/12                                            | Relégué!                                          |
| séries régionales et provinciales |         |                                                   |                                                   |                                                   |                                                   |
| X                                 | 1933    | Démission de la Fédération et arrêt des activités | Démission de la Fédération et arrêt des activités | Démission de la Fédération et arrêt des activités | Démission de la Fédération et arrêt des activités |